# Ліщина різнолиста
Ліщи́на різнолиста (Corylus heterophylla) — вид рослин родини березових (Betulaceae).

## Поширення
Вид поширений на Далекому Сході Азії: на півночі та Сході Китаю, в Кореї, Японії, на південному сході Сибіру.

## Опис

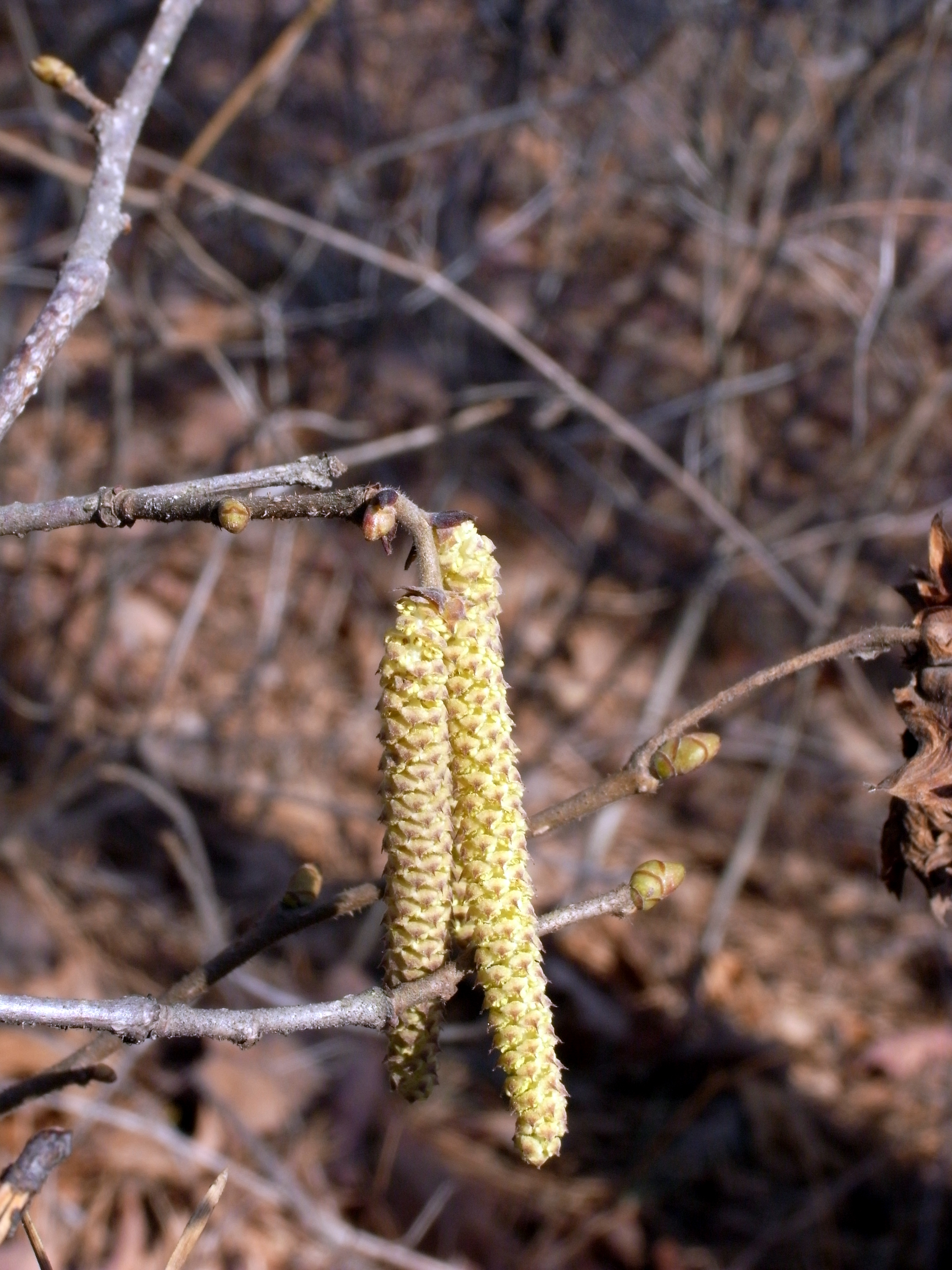
Сережки

Це листяний кущ або невелике дерево, що виростає до 7 м заввишки. Стебло до 20 см в діаметрі з товстою сірою корою. Листки округлі, 4–13 см завдовжки довжину і 2,5–10 см завширшки, з зазубреним лопатевим краєм. Листки мають усічену вершину. Квіти у вигляді сережок, запилюються вітром. Чоловічі сережки блідо-жовті, до 4 см завдовжки, в той час як жіночі сережки яскраво-червоний і 1–3 мм завдовжки. Плід — горіх 0,7–1,5 см діаметром.
Вид дуже схожий на близькоспоріднену ліщину звичайну (C. avellana) з Європи та Західної Азії, відрізняючись тим, що листя дещо лопатеві.

## Використання
Горіх їстівний. Культивується в Китаї.